# Ferndale (Washington)
Ferndale é uma cidade localizada no estado norte-americano de Washington, no Condado de Whatcom.

## Demografia
Segundo o censo norte-americano de 2000, a sua população era de 8758 habitantes.
Em 2006, foi estimada uma população de 10.333, um aumento de 1575 (18.0%).

## Geografia
De acordo com o United States Census Bureau tem uma área de
16,2 km², dos quais 16,1 km² cobertos por terra e 0,1 km² cobertos por água. Ferndale localiza-se a aproximadamente 20 m acima do nível do mar.

## Localidades na vizinhança
O diagrama seguinte representa as localidades num raio de 16 km ao redor de Ferndale.